# Avenger (videogioco 1981)
Avenger è un videogioco sparatutto a schermata fissa spaziale pubblicato nel 1981 per Commodore VIC-20 e nel 1982-1983 per Commodore 64 dalla Commodore. È un clone dell'arcade Space Invaders; è molto fedele all'originale, eppure non riporta indicazioni di copyright che lo qualifichino come una conversione ufficiale o autorizzata del classico della Taito (mai esistita per i computer Commodore).
Avenger per VIC-20, stando al codice prodotto VIC-1901, fu la prima cartuccia di gioco prodotta dalla Commodore.
Questa versione usa anche il titolo VIC Avenger in copertina; l'edizione tedesca è intitolata Alpha-Alarm.
Avenger per Commodore 64 fu pubblicato su cartucce C64 in due versioni con evidenti differenze, nel 1982 sul mercato giapponese per il Commodore MAX Machine e nel 1983 sul mercato occidentale.
La versione giapponese usa anche il titolo inglese Avengers sul manuale e sul fianco della confezione.

## Modalità di gioco
Avenger ripropone lo stesso funzionamento di Space Invaders (al quale si rimanda), riproducendo piuttosto fedelmente anche l'aspetto grafico degli elementi di gioco. I colori sono diversi dall'originale, ma è mantenuta la caratteristica dei colori degli alieni che variano con l'altitudine e non con il tipo di alieno; nel videogioco arcade infatti gli alieni sono bianchi, ma in alcune versioni del cabinato cambiano colore in base alla posizione verticale grazie a pellicole colorate applicate sullo schermo.
Perfino alcune strategie per giocatori esperti originarie di Space Invaders, come il conto dei colpi prima del passaggio dell'astronave mistero, sono applicabili in questa versione domestica.
Avenger per Commodore VIC-20 si distingue per la formazione di alieni composta da 10 colonne anziché da 11 come nell'originale. Le forme degli alieni inoltre hanno le proporzioni leggermente più allargate in orizzontale.
Avenger per Commodore 64/Commodore MAX Machine, nella sua prima versione giapponese, è quella con grafica più fedele all'originale. L'area di testo con punteggio e informazioni si trova sulla destra dello schermo anziché sopra, per cui l'area di gioco è più sviluppata in verticale, come avviene nell'arcade, che ha lo schermo orientato in verticale. Gli alieni mantengono le stesse proporzioni grafiche dell'originale.
La successiva versione occidentale per Commodore 64 ha il testo in alto e alieni con dimensioni più allargate in orizzontale, come su VIC-20. Questa versione introduce la possibilità di partite a due giocatori, alternandosi in modo indipendente, e la possibilità di scegliere tra quattro livelli di difficoltà iniziale.

## Accoglienza
Avenger per Commodore VIC-20 fu recensito di solito positivamente dalla stampa statunitense ed europea, per la sua valida realizzazione di un classico. Tuttavia, già all'epoca poteva apparire come l'ennesima versione di un titolo visto e rivisto in tante forme, consigliabile solo agli appassionati.
Non si ha invece evidenza di articoli dedicati alla versione Commodore 64.